# Roberto Chery
Roberto Chery (* 16. Februar 1896 in Montevideo; † 30. Mai 1919 in Rio de Janeiro) war ein uruguayischer Fußballtorhüter während der Zeit des Amateursports in der Uruguay Association Football League (1900–1931).

## Karriere
Er spielte für den damals bereits fünfmaligen Amateurmeister Club Atlético Peñarol zunächst in der dritten Liga und gehörte ab 1915 zur ersten Mannschaft des Vereins. Am 26. November 1916 debütierte er im gewonnenen Finale um einen Freundschaftspokal gegen den River Plate FC. Auch bei der Copa Competencia lieferte er beim 3:0-Sieg über Rosario Central eine starke Leistung ab. Dennoch wurden ihm in der Folgezeit zunächst der vom Dublin FC verpflichtete Antonio Márques Castro sowie Torwartveteran Ernesto Cornú vorgezogen. Erst bei der Copa Albion am 27. Mai 1917 kam er wieder zum Zuge, weil die in der Liga eingesetzten Spieler dort nicht spielberechtigt waren, und brillierte ebenso wie beim weiteren Clásico im Rahmen jenes Pokals am 29. Juni 1917. Dennoch musste er anschließend seinen Platz zwischen den Pfosten vorerst wieder räumen. Nach einer katastrophalen Leistung von Márques Castro im Rahmen der Copa de Honor am 28. Oktober 1917, bei der er zum zweiten Male binnen weniger Monate gegen den Erzrivalen vier Gegentreffer hinnehmen musste, schlug dann endlich die Stunde Cherys. Von diesem Zeitpunkt an gehörte er in den folgenden zwei Jahren der Startformation in der Liga an. Sein größter Erfolg war der Meistertitel im Jahr 1918. Chery galt als außergewöhnlich talentiert und interpretierte die Rolle seiner Spielposition auf innovative Weise. So bevorzugte er beispielsweise – im Gegensatz zu den meisten anderen Torhütern, die in weißen Hemden aufliefen – graue Trikots, um nicht in den unmittelbaren spontanen optischen Wahrnehmungsfokus der gegnerischen Stürmer zu gelangen. Er genoss eine sehr große Popularität beim Publikum. Mit dazu bei trug auch die Tatsache, dass Peñarol von den neun Spielen mit ihm im Tor gegen den Stadt- und Erzrivalen Club Nacional de Football nur eine einzige Partie verlor – und diese auch nur wegen eines Strafstoßes. Sein Spitzname „Poeta“ (de.: Poet) rührt daher, dass Chery literarisch äußerst interessiert war und seinen Mannschaftskameraden oftmals Gedichte – auch selbst geschriebene – vortrug.
Auf Grund seiner überzeugenden sportlichen Leistungen wurde er von Nationaltrainer Severino Castillo in den Kader der Nationalmannschaft für das Campeonato Sudamericano 1919 (Vorläufer der Copa América) in Brasilien berufen. Er war hinter Cayetano Saporiti Ersatztorwart und kam am 17. Mai im zweiten Spiel der Celeste gegen Chile (2:0) im Estádio das Laranjeiras zum Einsatz. Im Verlauf der Partie verletzte sich Chery schwer und wurde daraufhin umgehend in ein Krankenhaus eingeliefert. Die Angaben über die Art der Verletzung variieren. Entweder prallte er im Zuge einer Abwehrparade mit dem Kopf gegen einen Torpfosten und verlor das Bewusstsein oder er zog sich einen Leistenbruch mit Organquetschungen zu. Im Hospital erhielt der Torwart Besuch sowohl von seinen Mannschaftskameraden als auch von diversen Spielern der anderen Nationalmannschaften. 13 Tage nach dem Spiel erlag er seinen Verletzungen – nur einen Tag nach dem Finale des Turniers, das die Uruguayer mit 1:0 n. V. gegen Brasilien verloren. Die Nachricht sorgte für große Bestürzung in der Fußballwelt ganz Südamerikas und am 1. Juni organisierte man in Rio de Janeiro ein spontanes Freundschaftsspiel zwischen den Nationalmannschaften Brasiliens und Argentiniens. Ausgespielt wurde die so genannte Copa Roberto Chery in Erinnerung an den Verstorbenen. Zu seinen Ehren trugen die Argentinier die Nationaltrikots Uruguays und Brasilien den Dress Peñarols. Das Spiel endete 3:3 und der Pokal wurde anschließend dem CA Peñarol übergeben.

## Erfolge
National
Offizielle Wettbewerbe
- Uruguayischer Amateurmeister: 1918

Freundschaftsturniere
- Copa Competencia: 1916
- Copa de Honor: 1918
- Copa Albion: 1916, 1917
- Copa Aniversario: 1916
- Copa Montevideo: 1918
- Copa „La Transatlántica“: 1916

International
Offizielle Wettbewerbe
- Copa de Honor Cousenier: 1918
- Copa Competencia Chevallier Boutell: 1916

Freundschaftsturniere
- Copa Tortoni: 1918

## Webnachweise
- Artikel über Chery auf cbf.com.br vom 14. Juni 2019, Seite auf portug., abgerufen am 14. Juni 2019